# 鄭永金
鄭永金（1949年10月8日—），中華民國無黨籍政治人物。曾任中華民國總統府國策顧問、台灣省諮議會第7屆諮議長、兩任新竹縣縣長、新竹縣議會議員及議長、兩任立法委員。

## 從政經歷
- 1995年，擔任中華民國第3屆立法委員
- 1998年，連任第4屆立法委員
- 2001年，代表中國國民黨參選新竹縣縣長，擊敗當時尋求連任的林光華。
- 2005年，連任成功。
- 2009年10月7日，在新竹縣縣長選舉中支持脫黨參選的原國民黨員張碧琴（時任新竹縣議長），沒有支持國民黨提名的邱鏡淳，因此遭到國民黨撤銷黨籍[1]。
- 2011年11月，擔任馬英九、吳敦義和徐欣瑩新竹縣聯合競選總部選舉指導委員會會長，國民黨因此回復其黨籍[2]。
- 2014年9月10日，國民黨雖已提名邱鏡淳參選連任新竹縣長，但其仍堅持脫黨參選，因此中常會通過開除其黨籍[3]。
- 2015年6月18日，民主進步黨決議支持其參選新竹縣立委[4]。
- 2015年8月3日，因擔任縣長期間擔任建設公司負責人但持有股份超過公司股本總額10%而遭監察院彈劾[5]。
- 2016年12月21日，接任台灣省諮議會第7屆諮議長[6]。
- 2018年6月30日，因行政院通過隔年裁撤包括台灣省諮議會在內的省級機關，使其自然卸任議長職務[7][8]。

## 家庭
- 兒子：鄭朝鐘（無黨籍新竹縣議會議員）、鄭朝方（民主進步黨籍竹北市市長）

## 選舉紀錄
| 年度 | 選舉屆數               | 選舉區       | 所屬政黨   | 得票數  | 得票率 | 當選標記 | 備註 |
| ---- | ---------------------- | ------------ | ---------- | ------- | ------ | -------- | ---- |
| 1993 | 第十二屆新竹縣縣長選舉 | 新竹縣       | 中國國民黨 | 84,440  | 43.25% |          |      |
| 1995 | 第三屆立法委員選舉     | 新竹縣選舉區 | 中國國民黨 | 63,254  | 37.27% |          |      |
| 1997 | 第十三屆新竹縣縣長選舉 | 新竹縣       | 中國國民黨 | 64,551  | 32.89% |          |      |
| 1998 | 第三屆立法委員選舉     | 新竹縣選舉區 | 中國國民黨 | 46,176  | 27.69% |          |      |
| 2001 | 第十四屆新竹縣縣長選舉 | 新竹縣       | 中國國民黨 | 112,595 | 53.61% |          |      |
| 2005 | 第十五屆新竹縣縣長選舉 | 新竹縣       | 中國國民黨 | 157,012 | 67.09% |          |      |
| 2014 | 第十七屆新竹縣縣長選舉 | 新竹縣       | 無黨籍     | 118,698 | 44.82% |          |      |
| 2016 | 第九屆立法委員選舉     | 新竹縣選舉區 | 無黨籍     | 85,170  | 33.48% |          |      |

## 爭議

### 綠能公司爭議
鄭永金遭王鴻薇揭露其家族與民進黨英系要角古盛煇2016年至2019年間成立九間綠能公司，原先成立的資本額僅5-10萬不等，但至2023年王鴻薇爆料時，資本額已增至到6.8億到12.8億不等。其中，有數家公司的資本額更在同一時間、一個月內，從百萬曾至上億元。
也因為此一現況，讓王鴻薇質疑鄭家與古聯手炒作綠電獲益。對此，被點名的綠能公司力暘能源回應，王鴻薇不實指控已影響多年經營名譽及經濟上信用，後續不排除進入司法程序以正視聽。

## 外部連結
| 中華民國政府職務 | 中華民國政府職務                                         | 中華民國政府職務 |
| ---------------- | -------------------------------------------------------- | ---------------- |
| 新竹縣政府       |                                                          |                  |
| 前任： 林光華    | 新竹縣縣長 第十四、十五屆 2001年12月20日－2009年12月20日 | 繼任： 邱鏡淳    |